# Jiqinhe
Jiqinhe (kinesiska: 济沁河, 济沁河乡) är en socken i Kina. Den ligger i provinsen Heilongjiang, i den nordöstra delen av landet, omkring 350 kilometer nordväst om provinshuvudstaden Harbin. Antalet invånare är 18 779. Befolkningen består av 9 085 kvinnor och 9 694 män. Barn under 15 år utgör 16,0 %, vuxna 15-64 år 77 %, och äldre över 65 år 6,0 %.
Genomsnittlig årsnederbörd är 776 millimeter. Den regnigaste månaden är juli, med i genomsnitt 264 mm nederbörd, och den torraste är januari, med 6 mm nederbörd.